# 逢見直人
逢見 直人（おうみ なおと、1954年2月10日 - ）は、日本の労働運動家。

## 人物・経歴
北海道函館市生まれ。北海道函館中部高等学校を経て、1976年一橋大学社会学部卒業。一橋大では依光正哲人口問題専任講師の前期ゼミ及び津田真澂労働問題教授の後期ゼミ、体育会ボート部に所属。趣味は落語、クラシック音楽鑑賞。
当初は労働ジャーナリストを志していたが、ゼミの指導教官の紹介で大学卒業後はゼンセン同盟書記局に入局。労働政策部長、千葉県支部長、1988年常任中央執行委員（政策局長）、2004年UIゼンセン同盟副会長、2005年-2011年日本労働組合総連合会（連合）副事務局長（政策局長）、2011年UIゼンセン同盟会長付（副会長）、2012年全国繊維化学食品流通サービス一般労働組合同盟（UAゼンセン）会長、連合副会長を経て、2015年10月より連合事務局長を務め、働き方改革関連法案に関し菅義偉内閣官房長官との交渉を担当した。2017年10月から、新設された専従の会長代行を務めた。
2021年10月に退任後、富士社会教育センター理事長、日本労働組合総連合会顧問。国際労働機関総会代表、日本ILO協議会副理事長、日本民間公益活動連携機構理事、全国勤労者福祉・共済振興協会評議員、年金綜合研究所評議員等も務めた。